# The Next Generation - Patlabor
The Next Generation - Patlabor (THE NEXT GENERATION - パトレイバー?) è una serie di film live action basata sul manga Patlabor di Masami Yūki, con la regia generale di Mamoru Oshii e prodotta dalla Tohokushinsha.
I film in totale sono 12, più un episodio zero, un corto di 15 minuti, uscito solo in alcune sale del Giappone il 5 aprile 2014, e un lungometraggio conclusivo di 100 minuti, intitolato The Final Battle in the Capital, uscito il 1º maggio 2015. La serie cinematografica live action è un sequel della serie per home video Patlabor.
Tutti gli episodi, a parte lo zero e l'ultimo, hanno una durata di circa 48 minuti.

## Trama
Tokyo, 2013. I Labor sono veicoli robotici utilizzati soprattutto nel settore edile, ma a causa di una lunga recessione economica vengono in gran parte dismessi. Stessa sorte tocca alla Divisione Patlabor della Polizia Metropolitana di Tokyo, istituita per combattere i crimini commessi con l'uso di Labor. Tra mille difficoltà resta operativa soltanto la Seconda Sezione.

## Produzione
Mamoru Oshii ha curato direttamente la regia soltanto del lungometraggio conclusivo, mentre la regia dei vari episodi è stata affidata all'indipendente Takanori Tsujimoto, a Kiyotaka Taguchi, esperto negli effetti digitali, e a Hiroaki Yuasa, già collaboratore di Oshii. La serie ha un costo totale di 2 miliardi di yen (circa 20 milioni di dollari). Nei film viene utilizzato il recente robot Kuratas e sono stati creati due Ingram in scala reale (otto metri).